# あぁ!言い違いすれ違い
あぁ!言い違いすれ違い（あぁいいちがいすれちがい）は、NHK教育テレビジョンで2010年4月1日から2011年1月27日に放送されていた日本語番組である。

## 概要
番組ではふとしたことからすれ違ってしまうコミュニケーションのギャップを考える。『ことばおじさんのナットク日本語塾』の後継番組であり、一部コーナーが同番組から引き継がれている。

## 出演者
キャスター
- 小林千恵

スキット出演
- 東京03

## 放送時間
- 本放送：毎週木曜日14:45 - 14:55（教育、Eテレ1、Eテレ3、デジタル携帯）
- 再放送
  - 毎週金曜日5:25 - 5:35（教育、Eテレ1、Eテレ3、デジタル携帯）
  - 毎週日曜日11:30 - 11:40（Eテレ3）

## 放送リスト
| 回 | 初回放送日     | タイトル                                  |
| -- | -------------- | ----------------------------------------- |
| 1  | 2010年04月01日 | “〜じゃないですか”はなぜ腹が立つ？        |
| 2  | 2010年04月08日 | 謝っているのに伝わらない…                 |
| 3  | 2010年04月15日 | すれ違う言葉が病気の原因に？              |
| 4  | 2010年04月22日 | 言葉通りじゃない気持ち                    |
| 5  | 2010年05月06日 | 空気壊れてませんか？                      |
| 6  | 2010年05月13日 | 上下関係を生み出す空気                    |
| 7  | 2010年05月20日 | “場の空気”は誰が作るの？                  |
| 8  | 2010年06月10日 | 仲よくなるにはタメ口？                    |
| 9  | 2010年07月08日 | 伝える極意は“問い”にあり                  |
| 10 | 2010年07月15日 | 問いを共有してこそ通じ合う                |
| 11 | 2010年07月22日 | メディア力を身につける                    |
| 12 | 2010年07月29日 | やる気を出させるポイント                  |
| 13 | 2010年10月07日 | キレやすいお年寄りが増えている？          |
| 14 | 2010年10月14日 | あなたのことば 子どもに伝わっていますか？ |
| 15 | 2010年10月21日 | 減っている？夫婦の会話                    |
| 16 | 2010年11月18日 | 人づきあいって疲れる？                    |
| 17 | 2011年01月06日 | アナウンス学校での本音                    |
| 18 | 2011年01月13日 | ロボット演劇                              |
| 19 | 2011年01月20日 | ダンス編                                  |
| 20 | 2011年01月27日 | 結論の見出せないコミュニケーション        |